# Rupert II lubiński
Rupert II, także Ruprecht II (ur. między 1396 a 1402, zap. przed 1400, zm. 24 sierpnia 1431) – książę lubiński i chojnowski z dynastii Piastów.
Syn księcia lubińskiego Henryka IX i Anny, córki księcia cieszyńskiego Przemysława I Noszaka.
Po śmierci Henryka IX, między 9 stycznia 1419 a 5 kwietnia 1420, Rupert został księciem lubińskim i chojnowskim, a jego bracia: Wacław i Ludwik III objęli władzę w Oławie i Niemczy.
Od 1422 naczelny joannita na Polskę, Czechy i Morawy.